# Shemya
Shemya o Simiya (Samiyax̂ in aleutino) è una piccola isola appartenente alle Semichi, un sottogruppo delle Isole Near, nell'arcipelago delle Aleutine. Si trova nel Mare di Bering, a circa 1.900 km a sudovest dalla città di Anchorage (Alaska).

## Storia
Il vascello russo denominato Santi Pietro e Paolo naufragò nei pressi di Shemya nel 1762 e gran parte dell'equipaggio sopravvisse trovando rifugio sull'isola. Nel 1943, l'aeronautica militare statunitense costruì su Shemya una strada asfaltata di circa 3 km di lunghezza, installandovi anche un radar di sorveglianza, una stazione meteorologica e una stazione di rifornimento per velivoli.
Negli anni sessanta del XX secolo lavoravano qui quasi 1.500 operai. Tutte queste strutture sono ancora operative e vi lavorano circa 180 persone. Stando al censimento del 2000, Shemya conta circa 27 residenti. Con le sue due grandi antenne paraboliche, durante la Guerra fredda Shemya fu un importante avamposto facente parte del White Alice Communications System, a sua volta parte del Project Bluegrass.

## Clima
Il clima su Shemya è estremamente nuvoloso, con venti spesso sopra i 60 km/h e temperature massime di appena 12 °C. La corrente pacifica proveniente dal Giappone che lambisce la parte meridionale dell'isola ne mitiga parzialmente le temperature minime.